# Talmi-Szarruma halapi király
Talmi-Szarruma (Talmi-Šarruma, nevének jelentése: Szarruma Nagy) II. Murszilisz hettita király 9. uralkodási évétől, azaz körülbelül i. e. 1312-től Halap (Ḫalab) városának kormányzója, később a Halapi Királyság önálló királya. Felmerül a gyanú, hogy azonos II. Murszilisz unokaöccsével, Pijaszilisz idősebb fiával, aki Pijaszilisz halála után eredetileg Kargamis uralkodója lett. Ezen uralkodónak a neve csak töredékesen maradt fenn: (…)-Szarruma. Talmi-Szarruma akkor jelenik meg Halap uraként, amikor […]-Szarruma eltűnik a forrásokból, és helyére öccse, Szarhurunuvasz került. II. Murszilisz i. e. 1312-ben egyszerre nevezte ki Szarhurunuvaszt kargamisi, és Talmi-Szarrumát halapi uralkodónak.
Murszilisz évkönyveiben, valamint a II. Muvatallisz és Talmi-Szarruma között kötött CTH#75 számú szerződés szerint Talmi-Szarruma I. Szuppiluliumasz unokája, mert Telepinusz néven ismert fiának gyermeke. Aki éppúgy Murszilisz 9. uralkodási évében halt meg, mint Pijaszilisz, egyébként Kizzuvatna papjaként és Halap királyaként ismert. Talmi-Szarruma mindenképp Szuppiluliumasz unokája, de Telepinusz és Pijaszilisz lehet azonos személy, mert tisztségeik hasonlóak, életük főbb eseményeinek dátumai nagyon egybeesnek, és még elsőszülött gyermekük neve is összevethető.
A KBo 1.6 számú dokumentum így írja le Murszilisz és Talmi-Szarruma szerződését:
2' ... u DUTU-ši [šarru rabû šar māt ālḪatti] Talmi-ša[rruma ...]
3' [...] anaşşar mārū Talmi-šarruma māri DUTU-ši Mu[r]š[ili]
4' [šarru rabû šar māt āl]Ḫatt[i] lişşurû u mārū DUTU-ši mārī Talmi-šarruma
5' [lū l]ā itabbalū DUTU-ši šarru rabû ana Talmi-šarruma šar māt ālḪalap rēşū=šu
6' u Talmi-šarruma šar māt ālḪalap ana DUTU-ši šarru rabû šar māt ālḪatti
7' lū rēşū-[š]u mārū DUTU-ši Muršili šar māt ālḪatti ana mārī Talmi-šarruma [l]ū rēşū=šu
8' u mārū Tal-mi-ša[rr]uma ana mārī DUTU-ši lū rēş[ū=šu] u nīnu mārū Šuppiluliuma šarru rabû
9' gabbī=ni u bītī=ni lū išten
Magyarul:
„... és én, a Nap, [a nagykirály, Hatti ország királya,] megvédem Talmi-Szarrumát. (2'-3') Talmi-Szarruma  fiainak meg kell védeniük az Én Napom, Mursz[ilisz, nagykirály, Hatti ország királya] fiait és az én Napom fiai nem fosztják meg trónjától Talmi-Szarruma fiait. (3'-5') Fiam, a Nagykirály, Talmi-Szarruma, Halap földjének királya, legyen fiaimnak, Hatti országa Nagykirályainak segítségére! (5'-7') Az én Napom, Murszilisz, Nagykirály, Hatti ország királya fiai Talmi-Szarruma segítőinek kell lenniük, és Talmi-Szarruma  fiai az én Napom fiainak a segítői kell legyenek! (7'-8') Mi vagyunk Szuppiluliumasz, a Nagykirály fiai. Az összes jószágaink (javaink) és házainak egyek (egységesek) kell hogy legyenek! (8'-9')”
A szöveg elég világos abban a tekintetben, hogy Murszilisz egyfelől javadalmakat biztosít Szuppiluliumasz leszármazottainak, másfelől ezektől elvárja, hogy Hattuszasz segítségére legyenek, és a széttagolt kormányzás ellenére Hatti kifelé egységes tömböt alkosson. Ennek fejében garanciát vállal arra, hogy a veszélyeztetett területeket Hatti megvédi.
Talmi-Szarruma élete a továbbiakban eléggé homályos, de sokáig kormányozta Halapot, mivel a kádesi csata idején egyiptomi források szerint a halapi haderők vezetője volt. Eszerint i. e. 1285-ben, uralkodásának 27. évében még életben volt. A III. Hattuszilisszel kezdődő zavaros időszakban eltűnik a forrásokból. Hattuszilisz hűbéres fejedelmei között már nem tűnik fel Halap, aminek két oka lehet: nem maradt fenn vele kapcsolatos dokumentum, vagy beolvadt Kargamis területébe. Ez utóbbi a valószínűbb, tekintve hogy a későbbi kargamisi újhettita királyság területéhez hozzátartozott Halap is.